# Nessa Barrett
Janesa Jaida "Nessa" Barrett (Condado de Atlantic, 6 de agosto de 2002) é uma cantora, compositora e influenciadora digital norte-americana. Ela ganhou destaque no TikTok e começou a enviar covers ainda adolescente, o que a levou a assinar um contrato com a Warner Records. Em 2020, lançou seu single de estreia, "Pain". Em 2021, lançou seu EP de estreia, Pretty Poison, que combinava elementos de pop alternativo e pop-rock. Em seguida, lançou seu álbum de estreia, Young Forever, no ano seguinte. Em 2023, lançou outro EP, Hell Is a Teenage Girl, e em 2024, seu segundo álbum de estúdio, Aftercare, que incorporou electropop e synthpop.

## Biografia
Nessa Barrett é de ascendência porto-riquenha. Ela nasceu e cresceu em Galloway Township, Nova Jersey. Durante a adolescência, Barrett sentia-se isolada por ser a única porto-riquenha e uma das poucas crianças criadas por uma mãe solteira, após o divórcio dos pais. Barrett afirma que escreve canções "desde que [ela] conseguia andar e falar".

## Carreira

### 2019–2021: Início de Carreira ePretty Poison
Em 2019, Barrett começou a postar vídeos no TikTok, o que a levou a assinar um contrato de gravação com a Warner Records. Em julho de 2020, ela lançou seu single de estreia, a balada "Pain", baseada em piano.
Em outubro de 2020, ela lançou seu segundo single, "If U Love Me". Em dezembro de 2020, Barrett lançou uma interpretação sombria de "Santa Baby". Em fevereiro de 2021, Barrett lançou a faixa "La Di Die", que explora as desvantagens da fama com Jxdn (en), produzida por Travis Barker. Barrett e Jxdn, junto com Barker, apresentaram o single ao vivo pela primeira vez no episódio de 7 de abril de 2021 do Jimmy Kimmel Live! e performaram a música novamente no The Ellen DeGeneres Show em 12 de abril de 2021.
Em 25 de junho de 2021, Barrett lançou "Counting Crimes", uma música que, segundo ela, é "sobre seguir em frente após algo tóxico". Em agosto de 2021, sua canção "I Hope Ur Miserable Until Ur Dead" estreou na 88ª posição da Billboard Hot 100, a primeira entrada de Barrett na lista. Seu EP de estreia, "Pretty Poison", contendo sete novas faixas, foi lançado em 10 de setembro de 2021, coincidindo com o Dia Mundial de Prevenção do Suicídio.

### 2022–Presente:Aftercare
Barrett lançou o single "Dying on the Inside" em fevereiro de 2022.
Em junho de 2022, Barrett lançou "Die First" como o single principal de seu álbum de estúdio de estreia. A música é dedicada à sua mãe e ao seu melhor amigo, Cooper Noriega, que havia falecido recentemente como resultado de uma overdose acidental de drogas. Na faixa, Barrett canta sobre a esperança de nunca passar pela dor de perder sua mãe, rezando para que ela seja a primeira a morrer entre os dois.
Em 9 de setembro de 2022, ela lançou "Madhouse", o segundo single do álbum. A música aborda problemas de saúde mental, juntamente com críticas e bullying por comportamento sexual. Em outubro de 2022, ela lançou "Tired of California", o terceiro single do álbum, e o álbum completo, "Young Forever". Em dezembro de 2022, ela anunciou sua turnê "Young Forever Tour" com Isabel LaRosa, com vinte shows começando em fevereiro de 2023.
Em fevereiro de 2023, ela lançou o single "Bang Bang!", seguido por "American Jesus" (que havia sido previamente performada acusticamente na turnê "Young Forever Tour") em abril de 2023 e "lie" em junho de 2023. Todos os três singles acabaram se tornando faixas de seu EP intitulado "Hell Is a Teenage Girl", que foi lançado em 14 de julho de 2023. Em 8 de setembro de 2023, ela lançou o single "Sick of Myself" com a participação de Whethan. Em 6 de outubro de 2023, ela lançou outro single dedicado a Cooper Noriega, intitulado "Club Heaven".
Em 8 de dezembro de 2023, ela lançou o single "Girl in New York", que ela já havia performado anteriormente. Em 18 de janeiro de 2024, ela lançou "Club Heaven" (Ao Vivo do Spotify Green Screen). O segundo álbum de Barrett, "Aftercare", foi lançado em novembro de 2024. Foi precedido pelo single principal "Passenger Princess", lançado em julho de 2024. Outros dois singles no álbum foram "Disco ft. Tommy Genesis" e "Dirty Little Secret". A edição deluxe de "Aftercare", contendo seis novas faixas, foi lançada em 7 de fevereiro de 2025.

## Artisticamente
Nessa Barrett cita Arctic Monkeys, Lana Del Rey, Melanie Martinez e The Neighbourhood como influências tanto em seu som quanto em sua estética como musicista.

## Vida Pessoal
Nessa Barrett tem sido aberta sobre suas questões de saúde mental, incluindo depressão, transtorno de personalidade borderline, pensamentos suicidas e transtornos alimentares, como anorexia e bulimia. Ela começou a terapia aos 6 anos e tentou suicídio pela primeira vez aos 14, por overdose de um analgésico, após o que foi internada em um hospital psiquiátrico. Aos 17, após a objeção inicial de seus pais, ela fugiu de casa para morar em Los Angeles, onde esperava mais oportunidades de carreira. Aos 18, foi diagnosticada com transtorno de personalidade borderline. Ela tentou suicídio novamente em 2022, após a morte de seu melhor amigo, Cooper Noriega, uma colega estrela do TikTok, por overdose acidental de drogas em 9 de junho. Em seguida, seu empresário a internou em um hospital psiquiátrico. Desde então, Barrett escreveu e lançou seus singles de 2022 e 2023, "Die First" e "Club Heaven", sobre Noriega, tendo escrito a primeira inicialmente sobre sua mãe, mas a dedicando a Noriega após sua morte.
Em uma entrevista com Zach Sang, Barrett afirmou que sua fé cristã a ajudou a superar seus problemas de saúde mental e a morte de Noriega.
Barrett é bissexual. Ela começou a namorar o influenciador digital Josh Richards em novembro de 2019; eles terminaram em março de 2021. Em seguida, ela namorou Jxdn e, mais tarde, confirmou rumores de noivado antes de terminarem em maio de 2022.

## Discografia

### Álbuns de estúdio
- Young Forever[28] (2022)
- Aftercare[29] (2024)

### EPs
- Pretty Poison[30] (2021)
- Hell Is a Teenage Girl[31] (2023)